# زابینه لویتهویسر-اشنارنبرگر
زابینه لویتهویسر-اشنارنبرگر (آلمانی: Sabine Leutheusser-Schnarrenberger؛ زادهٔ ۲۶ ژوئیهٔ ۱۹۵۱) یک سیاست‌مدار اهل آلمان است.